# Eliminatoria para el Campeonato Sub-23 de la AFC 2020
La eliminatoria para el Campeonato Sub-23 de la AFC 2020 fue la fase clasificatoria de este torneo de fútbol a nivel de selecciones sub-23 de Asia organizado por la AFC. Participaron 44 asociaciones miembros de todo el continente.
La eliminatoria otorgó 16 plazas para la fase final del torneo, la cual se jugará en Tailandia. Estos partidos también sirven como primera etapa en la clasificación de la AFC para el Fútbol en los Juegos Olímpicos de Tokio 2020, en Japón.

## Sorteo
De las 47 asociaciones miembros de la AFC, un total de 44 equipos participaron en la competencia. 
El anfitrión final del torneo, Tailandia decidió participar en la etapa de clasificación a pesar de haberse clasificado automáticamente para el torneo final.
El sorteo se realizó el 7 de noviembre de 2018, a las 15:00 MYT ( UTC + 8 ), en la Casa de la AFC en Kuala Lumpur, Malasia.
Los 44 equipos se agruparon en once grupos de cuatro equipos. Para el sorteo, los equipos se dividieron en dos zonas:
• Zona Oeste: 24 equipos de Asia Occidental, Asia Central y Asia Meridional, que se dividirán en seis grupos de cuatro equipos (Grupos A – F).
• Zona Este: 20 equipos de ASEAN y Asia Oriental, que se dividirán en cinco grupos de cuatro equipos (Grupos G – K).

## Participantes

### Equipos que no Participaron
| - Bután - Islas Marianas del Norte - Guam |

## Elegibilidad del jugador
Los jugadores nacidos a partir del 1 de enero de 1997 son elegibles para competir en el torneo.

## Formato
En cada grupo, los equipos juegan entre sí una vez en un lugar centralizado. Los once ganadores de grupo y los cuatro mejores subcampeones clasifican para el torneo final. Si el anfitrión Tailandia gana su grupo o está entre los cuatro mejores subcampeones, (situación que no ocurrió) el quinto mejor subcampeón clasificaría para el torneo final.

## Fase de grupos

### Zona Oeste

#### Grupo A
Todos los partidos se jugaron en Catar
| Equipo     | Pts | PJ | PG | PE | PP | GF | GC | Dif |
| ---------- | --- | -- | -- | -- | -- | -- | -- | --- |
| Catar      | 7   | 3  | 2  | 1  | 0  | 9  | 2  | 7   |
| Omán       | 7   | 3  | 2  | 1  | 0  | 5  | 3  | 2   |
| Afganistán | 3   | 3  | 1  | 0  | 2  | 3  | 4  | -1  |
| Nepal      | 0   | 3  | 0  | 0  | 3  | 0  | 8  | -8  |

| 22 de marzo de 2019, 17:00 | Omán           | 1:0     | Nepal | Aspire Zone, Campo 4, Doha, Catar                                       |                                                                         |
|                            | - Al-Malki 13' | Reporte |       | Asistencia: 600 espectadores Árbitro(s): Dmitriy Mashentsev, Kirguistán | Asistencia: 600 espectadores Árbitro(s): Dmitriy Mashentsev, Kirguistán |

| 22 de marzo de 2019, 19:00 | Catar                                   | 2:0     | Afganistán | Aspire Zone, Campo 5, Doha, Qatar                              |                                                                |
|                            | - H. Ahmad 13' - A. Al-Ahrak 35' (pen.) | Reporte |            | Asistencia: 900 espectadores Árbitro(s): Yudai Yamamoto, Japón | Asistencia: 900 espectadores Árbitro(s): Yudai Yamamoto, Japón |

| 24 de marzo de 2019, 17:00 | Afganistán           | 1:2     | Omán                                        | Aspire Zone, Campo 4, Doha, Catar                            |                                                              |
|                            | - Haydary 77' (pen.) | Reporte | - Al-Matroushi 56' - Al-Ghassani 59' (pen.) | Asistencia: 150 espectadores Árbitro(s): Ko Hyung-jin, Korea | Asistencia: 150 espectadores Árbitro(s): Ko Hyung-jin, Korea |

| 24 de marzo de 2019, 19:00 | Nepal | 0:5     | Catar                                                                     | Aspire Zone, Campo 5, Doha, Catar                                |                                                                  |
|                            |       | Reporte | - A. Al-Ahrak 26' (pen.), 90+2' - Al-Rawi 54', 80' - Rajbanshi 60' (a.g.) | Asistencia: 850 espectadores Árbitro(s): Lau Fong Hei, Hong Kong | Asistencia: 850 espectadores Árbitro(s): Lau Fong Hei, Hong Kong |

| 26 de marzo de 2019, 19:00 | Catar               | 2:2     | Omán                         | Aspire Zone, Campo 5, Doha, Catar                                       |                                                                         |
|                            | - H. Ahmad 50', 73' | Reporte | - Al-Hidi 20' - Al-Habsi 77' | Asistencia: 900 espectadores Árbitro(s): Dmitriy Mashentsev, Kirguistán | Asistencia: 900 espectadores Árbitro(s): Dmitriy Mashentsev, Kirguistán |

| 26 de marzo de 2019, 19:00 | Nepal | 0:2     | Afganistán                  | Aspire Zone, Campo 4, Doha, Catar                              |                                                                |
|                            |       | Reporte | - Khorami 24' - Haydary 34' | Asistencia: 147 espectadores Árbitro(s): Yudai Yamamoto, Japón | Asistencia: 147 espectadores Árbitro(s): Yudai Yamamoto, Japón |

#### Grupo B
Todos los partidos se jugarán en Baréin
| Equipo    | Pts | PJ | PG | PE | PP | GF | GC | Dif |
| --------- | --- | -- | -- | -- | -- | -- | -- | --- |
| Baréin    | 9   | 3  | 3  | 0  | 0  | 12 | 0  | 12  |
| Palestina | 6   | 3  | 2  | 0  | 1  | 10 | 2  | 8   |
| Bangladés | 3   | 3  | 1  | 0  | 2  | 2  | 2  | 0   |
| Sri Lanka | 0   | 3  | 0  | 0  | 3  | 0  | 20 | -20 |

| 22 de marzo de 2019, 16:00 | Palestina | 9:0     | Sri Lanka | Estadio Ciudad Deportiva Califa, Madinat 'Isa, Baréin                  |                                                                        |
|                            | - Al-Iwisat 7' - Emghamis 10', 30' - Dabbagh 24' - Iraqi 60' - Salma 68' - Farawi 70' (pen.) - Dahla 72' (pen.) - Abdelsalam 79' | Reporte |           | Asistencia: 1.162 espectadores Árbitro(s): Kim Dae-yong, Corea del Sur | Asistencia: 1.162 espectadores Árbitro(s): Kim Dae-yong, Corea del Sur |

| 22 de marzo de 2019, 19:00 | Baréin          | 1:0     | Bangladés | Estadio Ciudad Deportiva Califa, Madinat 'Isa, Baréin         |                                                               |
|                            | - Al-Hardan 21' | Reporte |           | Asistencia: 8.500 espectadores Árbitro(s): Jumpei Iida, Japón | Asistencia: 8.500 espectadores Árbitro(s): Jumpei Iida, Japón |

| 24 de marzo de 2019, 16:00 | Bangladés | 0:1     | Palestina      | Estadio Ciudad Deportiva Califa, Madinat 'Isa, Baréin                        |                                                                              |
|                            |           | Reporte | - Abdallah 22' | Asistencia: 2.583 espectadores Árbitro(s): Mohd Amirul Izwan Yaacob, Malasia | Asistencia: 2.583 espectadores Árbitro(s): Mohd Amirul Izwan Yaacob, Malasia |

| 24 de marzo de 2019, 19:00 | Sri Lanka | 0:9     | Baréin | Estadio Ciudad Deportiva Califa, Madinat 'Isa, Baréin                     |                                                                           |
|                            |           | Reporte | - Marhoon 14', 45+1' - Al-Shamsi 23' - Isa 29' (pen.), 85' - Khalid 31' (pen.) - Al-Sherooqi 48' - Bughammar 74' (pen.), 80' | Asistencia: 2.746 espectadores Árbitro(s): Valentin Kovalenko, Uzbekistán | Asistencia: 2.746 espectadores Árbitro(s): Valentin Kovalenko, Uzbekistán |

| 26 de marzo de 2019, 16:00 | Bangladés                  | 2:0     | Sri Lanka | Estadio Ciudad Deportiva Califa, Madinat 'Isa, Baréin                  |                                                                        |
|                            | - B. Ahmed 5' - Badsha 18' | Reporte |           | Asistencia: 2.789 espectadores Árbitro(s): Kim Dae-yong, Corea del Sur | Asistencia: 2.789 espectadores Árbitro(s): Kim Dae-yong, Corea del Sur |

| 26 de marzo de 2019, 19:00 | Palestina | 0:2     | Baréin                                   | Estadio Ciudad Deportiva Califa, Madinat 'Isa, Baréin         |                                                               |
|                            |           | Reporte | - Al-Hardan 78' (pen.) - Al-Sherooqi 89' | Asistencia: 4.140 espectadores Árbitro(s): Jumpei Iida, Japón | Asistencia: 4.140 espectadores Árbitro(s): Jumpei Iida, Japón |

#### Grupo C
Todos los partidos se jugarán en Irán
| Equipo       | Pts | PJ | PG | PE | PP | GF | GC | Dif |
| ------------ | --- | -- | -- | -- | -- | -- | -- | --- |
| Irak         | 7   | 3  | 2  | 1  | 0  | 7  | 0  | 7   |
| Irán         | 7   | 3  | 2  | 1  | 0  | 6  | 1  | 5   |
| Turkmenistán | 1   | 3  | 0  | 1  | 2  | 1  | 5  | -4  |
| Yemen        | 1   | 3  | 0  | 1  | 2  | 0  | 8  | -8  |

| 22 de marzo de 2019, 15:45 | Irak                                                            | 5:0     | Yemen | Estadio Shahid Dastgerdi, Teherán, Irán                |                                                        |
|                            | - Fouad 16', 44' (pen.) - H. Jabbar 35' - Subeh 65' (pen.), 79' | Reporte |       | Asistencia: 102 espectadores Árbitro(s): Muhammad Taqi | Asistencia: 102 espectadores Árbitro(s): Muhammad Taqi |

| 22 de marzo de 2019, 18:45 | Irán                                                  | 3:1     | Turkmenistán   | Estadio Azadi, Teherán, Irán                          |                                                       |
|                            | - Bashimov 35' (o.g.) - Noorafkan 54' - Jabireh 90+2' | Reporte | - Gurgenov 75' | Asistencia: 1732 espectadores Árbitro(s): Minoru Tōjō | Asistencia: 1732 espectadores Árbitro(s): Minoru Tōjō |

| 24 de marzo de 2019, 15:45 | Turkmenistán | 0:2     | Irak                        | Estadio Shahid Dastgerdi, Teherán, Irán                  |                                                          |
|                            |              | Reporte | - Subeh 17' - S. Jabbar 88' | Asistencia: 157 espectadores Árbitro(s): Pranal Banerjee | Asistencia: 157 espectadores Árbitro(s): Pranal Banerjee |

| 24 de marzo de 2019, 18:45 | Yemen | 0:3     | Irán                                         | Estadio Azadi, Teherán, Irán                               |                                                            |
|                            |       | Reporte | - Shekari 55' - Jabireh 67' - Mehdikhani 75' | Asistencia: 2931 espectadores Árbitro(s): Sivakorn Pu-udom | Asistencia: 2931 espectadores Árbitro(s): Sivakorn Pu-udom |

| 26 de marzo de 2019, 15:45 | Turkmenistán | 0:0     | Yemen | Estadio Shahid Dastgerdi, Teherán, Irán                  |                                                          |
|                            |              | Reporte |       | Asistencia: 10 espectadores Árbitro(s): Sivakorn Pu-udom | Asistencia: 10 espectadores Árbitro(s): Sivakorn Pu-udom |

| 26 de marzo de 2019, 18:45 | Irak | 0:0     | Irán | Estadio Azadi, Teherán, Irán                            |                                                         |
|                            |      | Reporte |      | Asistencia: 2520 espectadores Árbitro(s): Muhammad Taqi | Asistencia: 2520 espectadores Árbitro(s): Muhammad Taqi |

#### Grupo D
Todos los partidos se jugarán en Arabia Saudita
| Equipo                 | Pts | PJ | PG | PE | PP | GF | GC | Dif |
| ---------------------- | --- | -- | -- | -- | -- | -- | -- | --- |
| Emiratos Árabes Unidos | 7   | 3  | 2  | 1  | 0  | 10 | 2  | 8   |
| Arabia Saudita         | 7   | 3  | 2  | 1  | 0  | 9  | 1  | 8   |
| Líbano                 | 3   | 3  | 1  | 0  | 2  | 7  | 8  | -1  |
| Maldivas               | 0   | 3  | 0  | 0  | 3  | 0  | 15 | -15 |

| 22 de marzo de 2019, 17:25 | Emiratos Árabes Unidos                                                              | 6:1     | Líbano    | Estadio Príncipe Faisal bin Fahd, Riad, Arabia Saudita |                                                     |
|                            | - Z. Al-Ameri 29', 60' (pen.), 69' - M. Rashid 42' - M. Al-Hammadi 55' - Yaqoub 79' | Reporte | - Eid 16' | Asistencia: 200 espectadores Árbitro(s): Ali Shaban    | Asistencia: 200 espectadores Árbitro(s): Ali Shaban |

| 22 de marzo de 2019, 20:25 | Arabia Saudita                                                             | 6:0     | Maldivas | Estadio Príncipe Faisal bin Fahd, Riad, Arabia Saudita |                                                       |
|                            | - A. Al-Yami 26' - Al-Hamddan 27', 67', 73' - Ghareeb 49' - Al-Khulaif 78' | Reporte |          | Asistencia: 122 espectadores Árbitro(s): Takuto Okabe  | Asistencia: 122 espectadores Árbitro(s): Takuto Okabe |

| 24 de marzo de 2019, 17:25 | Maldivas | 0:3     | Emiratos Árabes Unidos                             | Estadio Príncipe Faisal bin Fahd, Riad, Arabia Saudita |                                                   |
|                            |          | Reporte | - M. Al-Hammadi 29' - Z. Al-Ameri 49' - Shaker 76' | Asistencia: 28 espectadores Árbitro(s): Zhang Lei      | Asistencia: 28 espectadores Árbitro(s): Zhang Lei |

| 24 de marzo de 2019, 20:25 | Líbano | 0:2     | Arabia Saudita                        | Estadio Príncipe Faisal bin Fahd, Riad, Arabia Saudita |                                                      |
|                            |        | Reporte | - A. Al-Yami 30' - S. Al-Saluli 90+3' | Asistencia: 262 espectadores Árbitro(s): Aziz Asimov   | Asistencia: 262 espectadores Árbitro(s): Aziz Asimov |

| 26 de marzo de 2019, 17:25 | Líbano                                                                              | 6:0     | Maldivas | Estadio Príncipe Faisal bin Fahd, Riad, Arabia Saudita |                                                    |
|                            | - Kdouh 24' - Darwiche 26' - Mehanna 59' - Monzer 62' - Y. Al Haj 75' - Boutros 82' | Reporte |          | Asistencia: 130 espectadores Árbitro(s): Zhang Lei     | Asistencia: 130 espectadores Árbitro(s): Zhang Lei |

| 26 de marzo de 2019, 20:25 | Arabia Saudita     | 1:1     | Emiratos Árabes Unidos | Estadio Príncipe Faisal bin Fahd, Riad, Arabia Saudita |                                                       |
|                            | - S. Al-Saluli 64' | Reporte | - Z. Al-Ameri 51'      | Asistencia: 300 espectadores Árbitro(s): Takuto Okabe  | Asistencia: 300 espectadores Árbitro(s): Takuto Okabe |

#### Grupo E
Todos los partidos se jugarán en Kuwait
| Equipo     | Pts | PJ | PG | PE | PP | GF | GC | Dif |
| ---------- | --- | -- | -- | -- | -- | -- | -- | --- |
| Jordania   | 7   | 3  | 2  | 1  | 0  | 6  | 2  | 4   |
| Siria      | 7   | 3  | 2  | 1  | 0  | 5  | 1  | 4   |
| Kuwait     | 3   | 3  | 1  | 0  | 2  | 4  | 6  | -2  |
| Kirguistán | 0   | 3  | 0  | 0  | 3  | 2  | 8  | -6  |

| 22 de marzo de 2019, 17:15 | Siria                      | 2-0     | Kirguistán | Estadio Internacional Jaber Al-Ahmad, Kuwait (ciudad), Kuwait |                                                         |
|                            | - Barakat 39' - Dali 90+4' | Reporte |            | Asistencia: 150 espectadores Árbitro(s): Mohanad Qassim       | Asistencia: 150 espectadores Árbitro(s): Mohanad Qassim |

| 22 de marzo de 2019, 20:15 | Jordania                   | 2-1     | Kuwait             | Estadio Internacional Jaber Al-Ahmad, Kuwait (ciudad), Kuwait |                                                    |
|                            | - Al-Barri 34' - Atieh 51' | Reporte | - F. Al-Otaibi 21' | Asistencia: 1.100 espectadores Árbitro(s): Fu Ming            | Asistencia: 1.100 espectadores Árbitro(s): Fu Ming |

| 24 de marzo de 2019, 17:15 | Kirguistán | 0-3     | Jordania                                             | Estadio Internacional Jaber Al-Ahmad, Kuwait (ciudad), Kuwait |                                                          |
|                            |            | Reporte | - Al-Taamari 15' (pen.) - Al-Zebdieh 60' - Atieh 63' | Asistencia: 147 espectadores Árbitro(s): Arumughan Rowan      | Asistencia: 147 espectadores Árbitro(s): Arumughan Rowan |

| 24 de marzo de 2019, 20:15 | Kuwait | 0-2     | Siria                     | Estadio Internacional Jaber Al-Ahmad, Kuwait (ciudad), Kuwait |                                                      |
|                            |        | Reporte | - Koaeh 10' - Barakat 23' | Asistencia: 300 espectadores Árbitro(s): Kim Hee-gon          | Asistencia: 300 espectadores Árbitro(s): Kim Hee-gon |

| 26 de marzo de 2019, 17:15 | Jordania    | 1-1     | Siria         | Estadio Internacional Jaber Al-Ahmad, Kuwait (ciudad), Kuwait |                                                  |
|                            | - Atieh 76' | Reporte | - Barakat 84' | Asistencia: 350 espectadores Árbitro(s): Fu Ming              | Asistencia: 350 espectadores Árbitro(s): Fu Ming |

| 26 de marzo de 2019, 20:15 | Kirguistán            | 2-3     | Kuwait                                          | Estadio Internacional Jaber Al-Ahmad, Kuwait (ciudad), Kuwait |                                                         |
|                            | - Batyrkanov 40', 68' | Reporte | - Al-Hadiyah 4' - Al-Ajmi 11' - Abdulrahman 57' | Asistencia: 220 espectadores Árbitro(s): Mohanad Qassim       | Asistencia: 220 espectadores Árbitro(s): Mohanad Qassim |

#### Grupo F
Todos los partidos se jugarán en Uzbekistán
| Equipo     | Pts | PJ | PG | PE | PP | GF | GC | Dif |
| ---------- | --- | -- | -- | -- | -- | -- | -- | --- |
| Uzbekistán | 4   | 2  | 1  | 1  | 0  | 3  | 0  | 3   |
| Tayikistán | 4   | 2  | 1  | 1  | 0  | 2  | 0  | 2   |
| India      | 0   | 2  | 0  | 0  | 2  | 0  | 5  | -5  |
| Pakistán   | 0   | 0  | 0  | 0  | 0  | 0  | 0  | 0   |

| 22 de marzo de 2019, 17:00 | India | 0:3     | Uzbekistán                                    | Estadio Pakhtakor Markaziy, Tashkent, Uzbekistán              |                                                               |
|                            |       | Reporte | - Kobilov 45+1' (pen.) - Abdixolikov 78', 83' | Asistencia: 2.452 espectadores Árbitro(s): Ahmed Al-Kaf, Omán | Asistencia: 2.452 espectadores Árbitro(s): Ahmed Al-Kaf, Omán |

| 24 de marzo de 2019, 17:00 | Tayikistán                   | 2:0     | India | Estadio Pakhtakor Markaziy, Tashkent, Uzbekistán                |                                                                 |
|                            | - Yodgorov 30' - Solehov 85' | Reporte |       | Asistencia: 282 espectadores Árbitro(s): Ho Wai Sing, Hong Kong | Asistencia: 282 espectadores Árbitro(s): Ho Wai Sing, Hong Kong |

| 26 de marzo de 2019, 17:00 | Uzbekistán | 0:0     | Tayikistán | Estadio Pakhtakor Markaziy, Tashkent, Uzbekistán                  |                                                                   |
|                            |            | Reporte |            | Asistencia: 4.287 espectadores Árbitro(s): Hiroyuki Kimura, Japón | Asistencia: 4.287 espectadores Árbitro(s): Hiroyuki Kimura, Japón |

### Zona Este

#### Grupo G
Todos los partidos se jugarán en Mongolia
| Equipo          | Pts | PJ | PG | PE | PP | GF | GC | Dif |
| --------------- | --- | -- | -- | -- | -- | -- | -- | --- |
| Corea del Norte | 7   | 3  | 2  | 1  | 0  | 4  | 1  | 3   |
| Singapur        | 5   | 3  | 1  | 2  | 0  | 5  | 3  | 2   |
| Hong Kong       | 4   | 3  | 1  | 1  | 1  | 2  | 3  | -1  |
| Mongolia        | 0   | 3  | 0  | 0  | 3  | 1  | 5  | -4  |

| 22 de marzo de 2019, 13:00 | Hong Kong           | 1-1     | Singapur  | Centro de Fútbol de la FFM, Ulán Bator, Mongolia             |                                                              |
|                            | - Tsui Wang Kit 52' | Reporte | - Tan 53' | Asistencia: 100 espectadores Árbitro(s): Hanna Hattab, Siria | Asistencia: 100 espectadores Árbitro(s): Hanna Hattab, Siria |

| 22 de marzo de 2019, 17:00 | Corea del Norte     | 1-0     | Mongolia | Centro de Fútbol de la FFM, Ulán Bator, Mongolia                                     |                                                                                      |
|                            | - Jong Kum-song 37' | Reporte |          | Asistencia: 636 espectadores Árbitro(s): Omar Mohamed Al-Ali, Emiratos Árabes Unidos | Asistencia: 636 espectadores Árbitro(s): Omar Mohamed Al-Ali, Emiratos Árabes Unidos |

| 24 de marzo de 2019, 13:00 | Singapur    | 1-1     | Corea del Norte    | Centro de Fútbol de la FFM, Ulán Bator, Mongolia         |                                                          |
|                            | - Ikhsan 2' | Reporte | - Pak Kwang-hun 7' | Asistencia: 98 espectadores Árbitro(s): Ali Reda, Líbano | Asistencia: 98 espectadores Árbitro(s): Ali Reda, Líbano |

| 24 de marzo de 2019, 17:00 | Mongolia | 0-1     | Hong Kong         | Centro de Fútbol de la FFM, Ulán Bator, Mongolia                 |                                                                  |
|                            |          | Reporte | - Yue Tze Nam 71' | Asistencia: 1.028 espectadores Árbitro(s): Omar Al-Yaqoubi, Omán | Asistencia: 1.028 espectadores Árbitro(s): Omar Al-Yaqoubi, Omán |

| 26 de marzo de 2019, 13:00 | Corea del Norte                         | 2-0     | Hong Kong | Centro de Fútbol de la FFM, Ulán Bator, Mongolia              |                                                               |
|                            | - Ri Kum-hyok 41' - Jon Hyok 53' (pen.) | Reporte |           | Asistencia: 55 espectadores Árbitro(s): Omar Al-Yaqoubi, Omán | Asistencia: 55 espectadores Árbitro(s): Omar Al-Yaqoubi, Omán |

| 26 de marzo de 2019, 17:00 | Singapur                               | 3-1     | Mongolia          | Centro de Fútbol de la FFM, Ulán Bator, Mongolia          |                                                           |
|                            | - Amiruldin 32' - Irfan 43' - Hami 71' | Reporte | - Khash-Erdene 3' | Asistencia: 420 espectadores Árbitro(s): Ali Reda, Líbano | Asistencia: 420 espectadores Árbitro(s): Ali Reda, Líbano |

#### Grupo H
Todos los partidos se jugarán en Camboya
| Equipo        | Pts | PJ | PG | PE | PP | GF | GC | Dif |
| ------------- | --- | -- | -- | -- | -- | -- | -- | --- |
| Corea del Sur | 7   | 3  | 2  | 1  | 0  | 16 | 3  | 13  |
| Australia     | 7   | 3  | 2  | 1  | 0  | 14 | 2  | 12  |
| Camboya       | 1   | 3  | 0  | 1  | 2  | 2  | 13 | -11 |
| China Taipéi  | 1   | 3  | 0  | 1  | 2  | 1  | 15 | -14 |

| 22 de marzo de 2019, 17:00 | Corea del Sur | 8:0     | China Taipéi | Estadio Olímpico de Nom Pen, Nom Pen, Camboya                                         |                                                                                       |
|                            | - Lee Dong-jun 14' (pen.), 33' - Seo Gyeong-ju 39' - Lee Si-heon 68' - Cho Young-wook 69' - Lee Dong-gyeong 72', 73', 85' | Reporte |              | Asistencia: 1.113 espectadores Árbitro(s): Sultan Al-Marzooqi, Emiratos Árabes Unidos | Asistencia: 1.113 espectadores Árbitro(s): Sultan Al-Marzooqi, Emiratos Árabes Unidos |

| 22 de marzo de 2019, 20:00 | Australia                                                                   | 6:0     | Camboya | Estadio Olímpico de Nom Pen, Nom Pen, Camboya                     |                                                                   |
|                            | - O'Neill 21' - Champness 29', 90+3' - McGree 31' - Wilson 42' - Waring 67' | Reporte |         | Asistencia: 3.118 espectadores Árbitro(s): Ammar Mahfoodh, Baréin | Asistencia: 3.118 espectadores Árbitro(s): Ammar Mahfoodh, Baréin |

| 24 de marzo de 2019, 17:00 | China Taipéi | 0:6 | Australia                                                           | Estadio Olímpico de Nom Pen , Nom Pen, Camboya                   |                                                                  |
|                            |              |     | - Majok 18', 24' - Deng 45+3' - Mourdoukoutas 50' - Waring 63', 88' | Asistencia: 424 espectadores Árbitro(s): Yaqoob Abdul Baki, Omán | Asistencia: 424 espectadores Árbitro(s): Yaqoob Abdul Baki, Omán |

| 24 de marzo de 2019, 20:00 | Camboya         | 1:6 | Corea del Sur                                                                                         | Estadio Olímpico de Nom Pen, Nom Pen, Camboya                                |                                                                              |
|                            | - N. Kakada 60' |     | - Han Chan-hee 4' - Jang Min-gyu 8' - Kim Bo-sub 57' - Sovann 80' (o.g.) - Lee Dong-gyeong 84', 90+3' | Asistencia: 1.328 espectadores Árbitro(s): Mohammed Al-Hoish, Arabia Saudita | Asistencia: 1.328 espectadores Árbitro(s): Mohammed Al-Hoish, Arabia Saudita |

| 26 de marzo de 2019, 17:00 | Corea del Sur                              | 2:2 | Australia             | Estadio Olímpico de Nom Pen, Nom Pen, Camboya                    |                                                                  |
|                            | - Cho Young-wook 26' - Lee Dong-gyeong 63' |     | - D'Agostino 16', 24' | Asistencia: 455 espectadores Árbitro(s): Yaqoob Abdul Baki, Omán | Asistencia: 455 espectadores Árbitro(s): Yaqoob Abdul Baki, Omán |

| 26 de marzo de 2019, 20:00 | Camboya         | 1:1 | China Taipéi | Estadio Olímpico de Nom Pen, Nom Pen, Camboya                                |                                                                              |
|                            | - S. Kakada 40' |     | - Ponder 57' | Asistencia: 1.662 espectadores Árbitro(s): Mohammed Al-Hoish, Arabia Saudita | Asistencia: 1.662 espectadores Árbitro(s): Mohammed Al-Hoish, Arabia Saudita |

#### Grupo I
Todos los partidos se jugarán en Myanmar
| Equipo         | Pts | PJ | PG | PE | PP | GF | GC | Dif |
| -------------- | --- | -- | -- | -- | -- | -- | -- | --- |
| Japón          | 9   | 3  | 3  | 0  | 0  | 21 | 0  | 21  |
| Birmania       | 6   | 3  | 2  | 0  | 1  | 11 | 7  | 4   |
| Timor Oriental | 3   | 3  | 1  | 0  | 2  | 5  | 16 | -11 |
| Macao          | 0   | 3  | 0  | 0  | 3  | 3  | 17 | -14 |

| 22 de marzo de 2019, 15:00 | Japón                                                                          | 8:0     | Macao | Estadio Thuwunna, Rangún, Birmania                               |                                                                  |
|                            | - Machida 51' - Ueda 54', 60', 70' - Endo 67' - Maeda 69', 72' - Itakura 90+5' | Reporte |       | Asistencia: 303 espectadores Árbitro(s): Mooud Bonyadifard, Irán | Asistencia: 303 espectadores Árbitro(s): Mooud Bonyadifard, Irán |

| 22 de marzo de 2019, 18:00 | Birmania | 7:0     | Timor Oriental | Estadio Thuwunna, Rangún, Birmania                                        |                                                                           |
|                            | - Hein Htet Aung 4', 5' - Myat Kaung Khant 24' - Win Naing Tun 45+2', 64' - Zayar Naing 52' - Ye Min Thu 62' | Reporte |                | Asistencia: 4.220 espectadores Árbitro(s): Ahmad Yacoub Ibrahim, Jordania | Asistencia: 4.220 espectadores Árbitro(s): Ahmad Yacoub Ibrahim, Jordania |

| 24 de marzo de 2019, 15:00 | Timor Oriental | 0:6     | Japón                                                               | Estadio Thuwunna, Rangún, Birmania                                 |                                                                    |
|                            |                | Reporte | - Tagawa 24' - Kubo 54', 75' - Tatsuta 60' - Itakura 71' - Ueda 77' | Asistencia: 753 espectadores Árbitro(s): Hussein Abo Yehia, Líbano | Asistencia: 753 espectadores Árbitro(s): Hussein Abo Yehia, Líbano |

| 24 de marzo de 2019, 18:00 | Macao | 0:4     | Birmania                                                            | Estadio Thuwunna, Rangún, Birmania                                          |                                                                             |
|                            |       | Reporte | - Ye Min Thu 2' - Win Naing Tun 19' (pen.), 72' - Lwin Moe Aung 86' | Asistencia: 5.200 espectadores Árbitro(s): Çarymyrat Kurbanow, Turkmenistán | Asistencia: 5.200 espectadores Árbitro(s): Çarymyrat Kurbanow, Turkmenistán |

| 26 de marzo de 2019, 15:00 | Timor Oriental                                                    | 5:3     | Macao                                                         | Estadio Thuwunna, Rangún, Birmania                                   |                                                                      |
|                            | - Wan Tin Iao 3' (a.g.) - Gama 43' - Araújo 67', 90+3' - Cruz 79' | Reporte | - Jeronimo 63' (pen.) - Leung Chi Seng 66' - Leong Hou In 85' | Asistencia: 1.528 espectadores Árbitro(s): Hussein Abo Yehia, Líbano | Asistencia: 1.528 espectadores Árbitro(s): Hussein Abo Yehia, Líbano |

| 26 de marzo de 2019, 18:00 | Japón                                                      | 7:0     | Birmania | Estadio Thuwunna, Rangún, Birmania                                 |                                                                    |
|                            | - Maeda 7', 9', 44' - Iwasaki 18', 69' - Nakayama 38', 79' | Reporte |          | Asistencia: 9.875 espectadores Árbitro(s): Mooud Bonyadifard, Irán | Asistencia: 9.875 espectadores Árbitro(s): Mooud Bonyadifard, Irán |

#### Grupo J
Todos los partidos se jugarán en Malasia
| Equipo    | Pts | PJ | PG | PE | PP | GF | GC | Dif |
| --------- | --- | -- | -- | -- | -- | -- | -- | --- |
| China     | 7   | 3  | 2  | 1  | 0  | 15 | 2  | 13  |
| Malasia   | 7   | 3  | 2  | 1  | 0  | 6  | 2  | 4   |
| Laos      | 3   | 3  | 1  | 0  | 2  | 3  | 8  | -5  |
| Filipinas | 0   | 3  | 0  | 0  | 3  | 2  | 14 | -12 |

| 22 de marzo de 2019, 16:30 | China                                                                                        | 5:0     | Laos | Estadio Shah Alam, Shah Alam, Malasia                                              |                                                                                    |
|                            | - Yang Liyu 30' (pen.), 45+2' - Shan Huanhuan 42' - Lin Liangming 90+2' - Cao Yongjing 90+5' | Reporte |      | Asistencia: 128 espectadores Árbitro(s): Yaqoub Al-Hammadi, Emiratos Árabes Unidos | Asistencia: 128 espectadores Árbitro(s): Yaqoub Al-Hammadi, Emiratos Árabes Unidos |

| 22 de marzo de 2019, 20:45 | Malasia                       | 3:0     | Filipinas | Estadio Shah Alam, Shah Alam, Malasia                                        |                                                                              |
|                            | - Akhyar 4', 31' - Faisal 83' | Reporte |           | Asistencia: 7.606 espectadores Árbitro(s): Turki Al-Khudhayr, Arabia Saudita | Asistencia: 7.606 espectadores Árbitro(s): Turki Al-Khudhayr, Arabia Saudita |

| 24 de marzo de 2019, 16:30 | Filipinas | 0:8     | China | Estadio Shah Alam, Shah Alam, Malasia                                              |                                                                                    |
|                            |           | Reporte | - Shan Huanhuan 10', 77' - Hu Jinghang 14', 42' - Huang Cong 19' - Lin Liangming 29' - Zhang Yuning 49', 90' | Asistencia: 394 espectadores Árbitro(s): Yaqoub Al-Hammadi, Emiratos Árabes Unidos | Asistencia: 394 espectadores Árbitro(s): Yaqoub Al-Hammadi, Emiratos Árabes Unidos |

| 24 de marzo de 2019, 20:45 | Laos | 0:1     | Malasia      | Estadio Shah Alam, Shah Alam, Malasia                               |                                                                     |
|                            |      | Reporte | - Safawi 81' | Asistencia: 9.705 espectadores Árbitro(s): Masoud Tufayelieh, Siria | Asistencia: 9.705 espectadores Árbitro(s): Masoud Tufayelieh, Siria |

| 26 de marzo de 2019, 16:30 | Laos                                                 | 3:2     | Filipinas                | Estadio Shah Alam, Shah Alam, Malasia                           |                                                                 |
|                            | - Latthachack 74' - Douangmaity 88' - Bounkong 90+3' | Reporte | - Gayoso 11', 33' (pen.) | Asistencia: 275 espectadores Árbitro(s): Ahmed Al-Ali, Jordania | Asistencia: 275 espectadores Árbitro(s): Ahmed Al-Ali, Jordania |

| 26 de marzo de 2019, 20:45 | Malasia                   | 2:2     | China                                    | Estadio Shah Alam, Shah Alam, Malasia                                         |                                                                               |
|                            | - Syahmi 10' - Danial 55' | Reporte | - Zhang Yuning 16' - Jiang Shenglong 84' | Asistencia: 26.183 espectadores Árbitro(s): Turki Al-Khudhayr, Arabia Saudita | Asistencia: 26.183 espectadores Árbitro(s): Turki Al-Khudhayr, Arabia Saudita |

#### Grupo K
Todos los partidos se jugarán en Vietnam
| Equipo    | Pts | PJ | PG | PE | PP | GF | GC | Dif |
| --------- | --- | -- | -- | -- | -- | -- | -- | --- |
| Vietnam   | 9   | 3  | 3  | 0  | 0  | 11 | 0  | 11  |
| Tailandia | 6   | 3  | 2  | 0  | 1  | 12 | 4  | 8   |
| Indonesia | 3   | 3  | 1  | 0  | 2  | 2  | 6  | -4  |
| Brunéi    | 0   | 3  | 0  | 0  | 3  | 1  | 16 | -15 |

| 22 de marzo de 2019, 17:00 | Tailandia                                                  | 4:0     | Indonesia | Estadio Nacional Mỹ Đình, Hanói, Vietnam                               |                                                                        |
|                            | - Shinnaphat 21' - Supachai 50' (pen.), 71' - Supachok 74' | Reporte |           | Asistencia: 1.053 espectadores Árbitro(s): Sherzod Kasimov, Uzbekistán | Asistencia: 1.053 espectadores Árbitro(s): Sherzod Kasimov, Uzbekistán |

| 22 de marzo de 2019, 20:00 | Vietnam | 6:0     | Brunéi | Estadio Nacional Mỹ Đình, Hanói, Vietnam                             |                                                                      |
|                            | - Hà Đức Chinh 11' - Nguyễn Thành Chung 24' - Đinh Thanh Bình 45+1' - Triệu Việt Hưng 60' - Huỳnh Tấn Sinh 77' (pen.) - Nguyễn Quang Hải 90+2' (pen.) | Reporte |        | Asistencia: 7.689 espectadores Árbitro(s): Adham Makhadmeh, Jordania | Asistencia: 7.689 espectadores Árbitro(s): Adham Makhadmeh, Jordania |

| 24 de marzo de 2019, 17:00 | Brunéi | 0:8     | Tailandia | Estadio Nacional Mỹ Đình, Hanói, Vietnam                       |                                                                |
|                            |        | Reporte | - Supachok 21' - Supachai 49', 67', 72' - Suphanat 58' - Anon 63' - Saringkan 76' (pen.) - Haimie 90+3' (a.g.) | Asistencia: 1.178 espectadores Árbitro(s): Bijan Heidari, Irán | Asistencia: 1.178 espectadores Árbitro(s): Bijan Heidari, Irán |

| 24 de marzo de 2019, 20:00 | Indonesia | 0:1     | Vietnam                 | Estadio Nacional Mỹ Đình, Hanói, Vietnam                           |                                                                    |
|                            |           | Reporte | - Triệu Việt Hưng 90+4' | Asistencia: 25.591 espectadores Árbitro(s): Saoud Al-Athbah, Catar | Asistencia: 25.591 espectadores Árbitro(s): Saoud Al-Athbah, Catar |

| 26 de marzo de 2019, 17:00 | Indonesia               | 2:1     | Brunéi            | Estadio Nacional Mỹ Đình, Hanói, Vietnam                     |                                                              |
|                            | - Dimas 31' - Raffi 79' | Reporte | - Azim 85' (pen.) | Asistencia: 825 espectadores Árbitro(s): Bijan Heidari, Irán | Asistencia: 825 espectadores Árbitro(s): Bijan Heidari, Irán |

| 26 de marzo de 2019, 20:00 | Vietnam                                                                                   | 4:0     | Tailandia | Estadio Nacional Mỹ Đình, Hanói, Vietnam                                |                                                                         |
|                            | - Hà Đức Chinh 17' - Nguyễn Hoàng Đức 53' - Nguyễn Thành Chung 63' - Trần Thanh Sơn 90+2' | Reporte |           | Asistencia: 38.278 espectadores Árbitro(s): Sherzod Kasimov, Uzbekistán | Asistencia: 38.278 espectadores Árbitro(s): Sherzod Kasimov, Uzbekistán |

## Segundos Lugares
Debido a que los grupos tienen un número diferente de equipos (después de la retirada de Pakistán del Grupo F), los resultados contra los equipos clasificados en cuarto lugar en grupos de cuatro equipos no se consideraron para esta clasificación.
| N.º | Grp | Equipo         | PJ | PG | PE | PP | GF | GC | DG | Pts |
| --- | --- | -------------- | -- | -- | -- | -- | -- | -- | -- | --- |
| 1   | H   | Australia      | 2  | 1  | 1  | 0  | 8  | 2  | 6  | 4   |
| 2   | C   | Irán           | 2  | 1  | 1  | 0  | 3  | 1  | 2  | 4   |
| 3   | E   | Siria          | 2  | 1  | 1  | 0  | 3  | 1  | 2  | 4   |
| 4   | D   | Arabia Saudita | 2  | 1  | 1  | 0  | 3  | 1  | 2  | 4   |
| 5   | F   | Tayikistán     | 2  | 1  | 1  | 0  | 2  | 0  | 2  | 4   |
| 6   | A   | Omán           | 2  | 1  | 1  | 0  | 4  | 3  | 1  | 4   |
| 7   | J   | Malasia        | 2  | 1  | 1  | 0  | 3  | 2  | 1  | 4   |
| 8   | I   | Birmania       | 2  | 1  | 0  | 1  | 7  | 7  | 0  | 3   |
| 9   | K   | Tailandia      | 2  | 1  | 0  | 1  | 4  | 4  | 0  | 3   |
| 10  | B   | Palestina      | 2  | 1  | 0  | 1  | 1  | 2  | -1 | 3   |
| 11  | G   | Singapur       | 2  | 0  | 2  | 0  | 2  | 2  | 0  | 2   |

Fuente: Reglas de clasificación de la AFC
1) puntos; 2) diferencia de goles; 3) goles marcados; 4) puntos disciplinarios; 5) Sorteo.